# Thestor basutus
The Basuto Skolly or Basuto Magpie (Thestor basutus) là một loài bướm ngày thuộc họ Bướm xanh. Nó được tìm thấy ở Nam Phi, Botswana và Zimbabwe.
Sải cánh dài 30–39 mm đối với con đực và 35–42 mm đối với con cái. Con trưởng thành bay từ tháng 10 đến tháng 11 và from tháng 2 đến tháng 4. Có một lức một năm.
Larvae of ssp. basutus have been reared on psyllids in nests of the Pugnacious Ant Anoplepsis custodiens. Larvae of ssp. capeneri feed on Pulvinaria iceryi until third instar, the fourth và final instar larvae live in the nests of Pugnacious Ants, which feed them by trophallaxis, they also feed on detritus và ant larvae.

## Phụ loài
- Thestor basutus basutus (East Cape to Lesotho, the KwaZulu-Natal midlands, the Orange Free State, the North West Province và North Cape, Botswana, miền đông Zimbabwe)
- Thestor basutus capeneri Dickson, 1972 (Gauteng and, Limpopo Province và Mpumalanga)